# الكتة
الكتة بلدة أردنية في محافظة جرش تقع على مسافة 5 كم إلى الغرب من مدينة جرش وتكثر فيها ينابيع المياه. وتحيط بها المناطق الحرجية كغابات دبين ومنطقة نجيب.
تشتهر الكتة بزراعة الزيتون والتين والعنب واللوزيات.

## التسمية
يقال أن اسم الكتة جاء من اسم (دير هته).

## نبذة
تتبع الكتة منطقة تسمى المعراض.
الكتة بلدة تعرف باختلاف تضاريسها كونها تقع على سفح جبال جرش، وهي غزيرة الاشجار وكثيرة الينابيع.

## السكان
يبلغ عدد سكانها حوالي 9554 نسمة بحسب تقديرات عدد السكان لنهاية عام 2023.

## المرافق
- مدرسة الكتة الثانوية للبنين تأسست عام 1920م.
- مدرسة الكتة الثانوية للبنات.[2]
- مدرسة حي نجيب الأساسية المختلطة [3]
- معصرة السعدون.[4]
- مركز أورنج المجتمعي الرقمي.[5]

## الرياضة
باتت كرة اليد اللعبة الشعبية الأولى في منطقة الكتة، حيث نشط فريق الكتة لكرة اليد في دوري أندية الدرجة الأولى مدة ثلاث مواسم. وهو حاليًا (2022) ينشط في دوري أندية الدرجة الثانية.
كما أحرز نادي الكتة للريشة الطائرة للسيدات في 2019 لقب بطولة أندية الدرجة الأولى .